# Solow Building

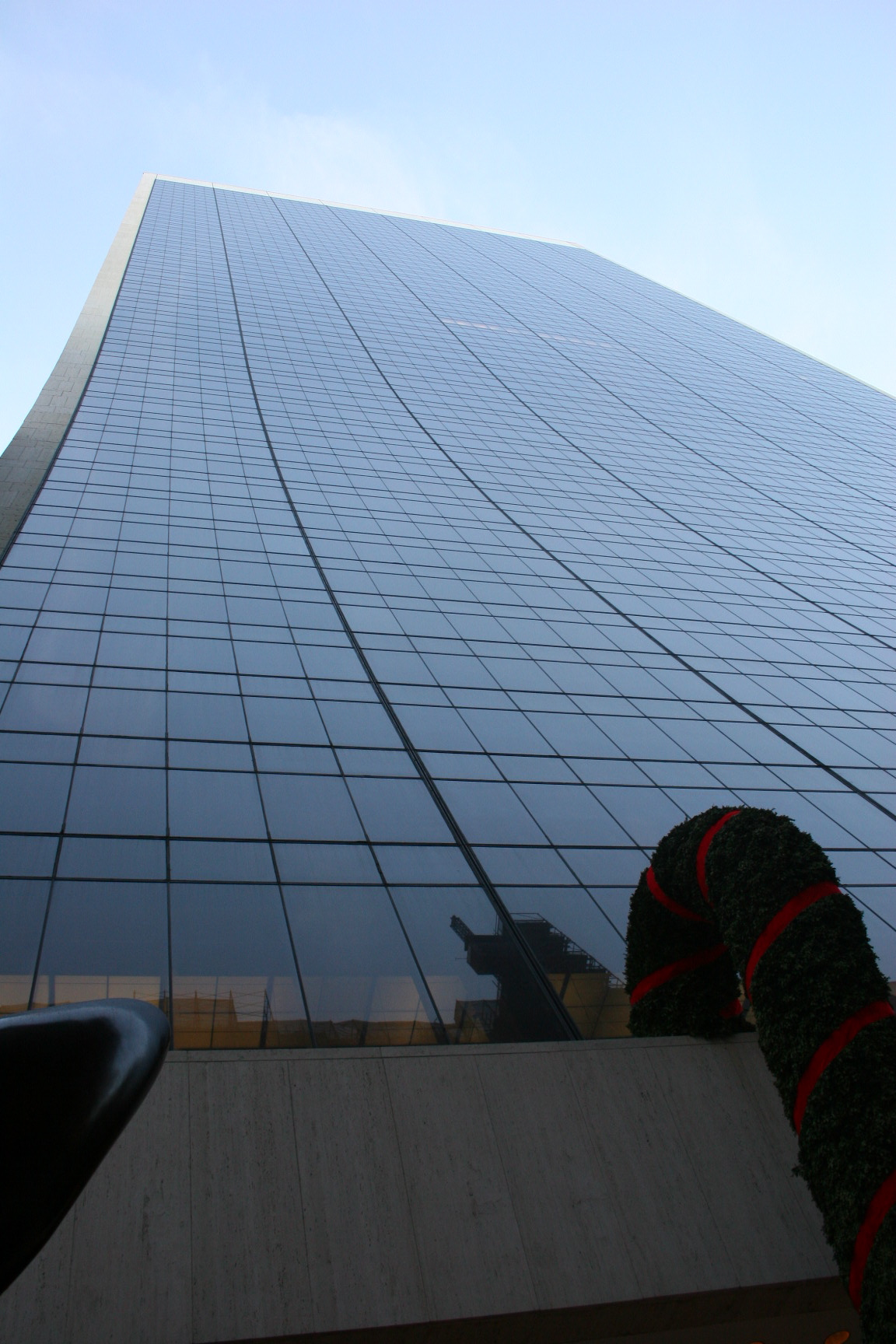
El Solow Building

El Edificio Solow, situado en el 9 Oeste de la calle 57, es un rascacielos de Manhattan diseñado por Gordon Bunshaft de Skidmore, Owings and Merrill y construido en 1974. Se sitúa justo al oeste de la Quinta Avenida, entre las Calles 57 y 58, al lado de edificios destacados como los grandes almacenes Bergdorf Goodman y el Plaza Hotel. Tiene 50 plantas y 210 m (689 ft) de altura. El único competidor en altura del edificio en el vecindario es el GM Building, situado una manzana al noreste. Las plantas por encima de la 23 ofrecen una vista prácticamente sin obstrucciones del norte de Manhattan y una vista completa de Central Park.
Uno de los atributos estéticos notables del edificio es la inclinación vertical cóncava de sus fachadas norte y sur, en las Calles 57 y 58. Esta inclinación es similar a la de otro edificio de Bunshaft, el W. R. Grace Building, lo que no es coincidencia, ya que usó el diseño inicial rechazado de la fachada del Solow Building en el diseño del Grace Building.

## Ocupantes
El Solow tiene uno de los alquileres más caros de Manhattan. The Solow Building Company ocupa en alquiler permanente la planta más alta del rascacielos. Algunos ocupantes destacados son la sede estadounidense del banco corporativo y de inversión francés Natixis y las empresas de private equity Kohlberg Kravis Roberts & Co. (planta 42), Apollo Management (planta 43), Silver Lake Partners (planta 32) y Highland Capital Management (planta 38). 
Varios bufetes de abogados y fondos de inversión libre ocupan la mayoría del espacio restante, incluidos Och-Ziff Capital Management (planta 39) y Highbridge Capital Management (planta 27). También se sitúan en el edificio las oficinas corporativas de Chanel (planta 44) y Avis Budget Group(planta 37).

## Instalaciones
El edificio incluye un aparcamiento subterráneo, espacio comercial en el lado norte (actualmente disponible), un espacio subterráneo ocupado por el restaurante Brasserie 8½, una planta de operaciones bursátiles en las plantas 2-3, un puesto de periódicos en el vestíbulo, y 24 ascensores de alta velocidad divididos en grupos de plantas.

## Nombre del edificio
En 1971, Avon Products alquiló 21 plantas, expandiéndose rápidamente para ocupar 25 plantas. El edificio era conocido entonces como el "Edificio Avon" (apodo que aún persiste y puede causar confusión 40 años más tarde). En 1975, el dueño del edificio, Sheldon Solow, demandó a Avon por apropiación indebida del nombre del edificio sin compensación. Aunque Avon se trasladó fuera del edificio en 1997, en mayo de 2005 la demanda finalmente fue a juicio y fue desestimada dos meses más tarde.

## En la cultura popular

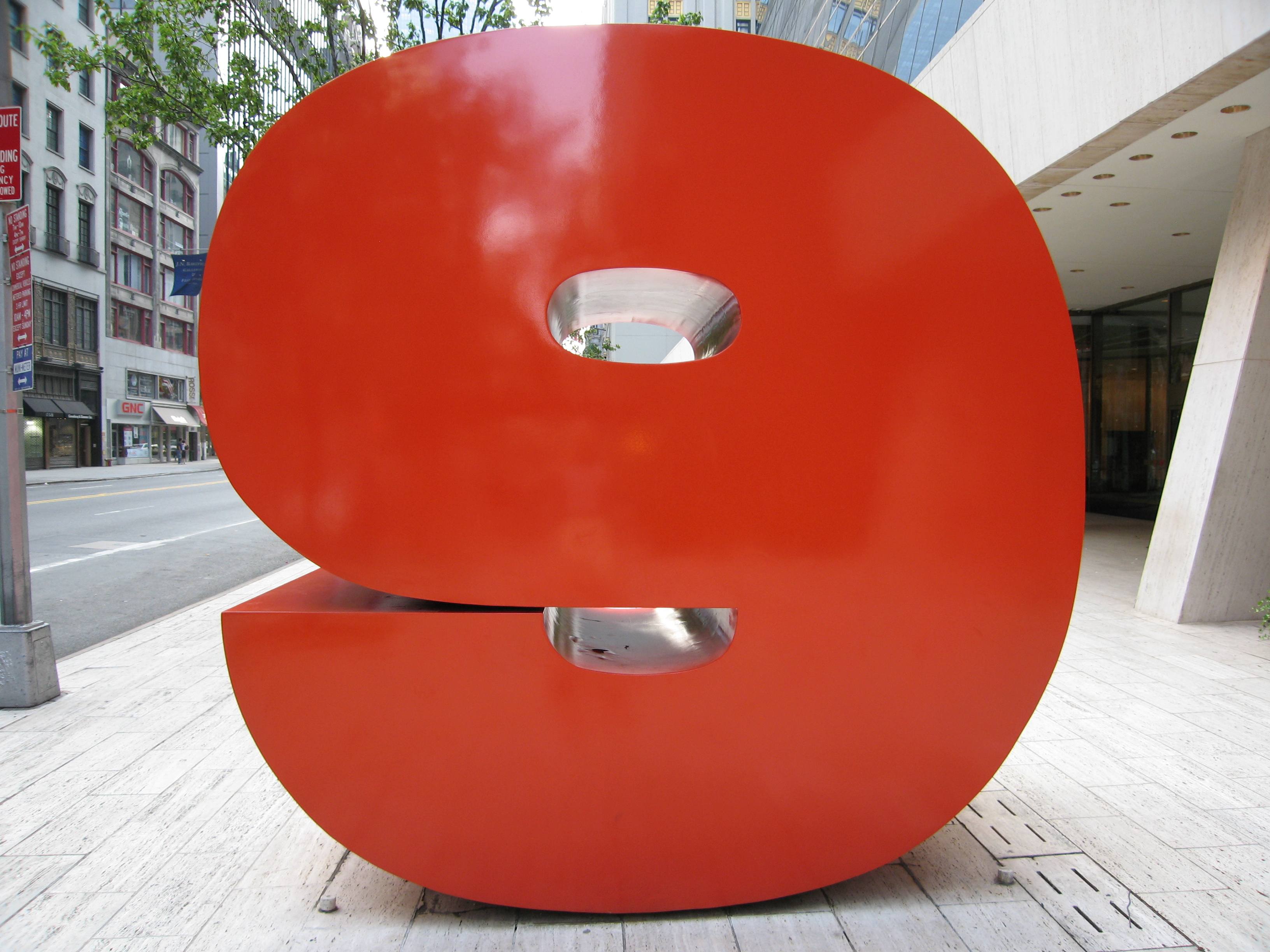
"The Red 9" enfrente del Solow

- La gran escultura roja del dígito 9 frente al edificio se incluyó en el proyecto como respuesta a las quejas de que los muros reflectantes inclinados del edificio revelaban lados poco atractivos de edificios históricos vecinos, que estaban ocultos previamente. Esta escultura de color vivo pretendía distraer los ojos de los transeúntes para que no se dieran cuenta de estos lados. Esta famosa escultura de Nueva York fue diseñada por el artista gráfico Ivan Chermayeff.
- El restaurante Brasserie 8½ apareció en la serie Sex and the City.
- Chandler Bing, personaje de la comedia Friends, trabajó en este edificio durante la serie.
- Homónimo de la cadena de tiendas de zapatos Nine West.
- En la película Superman, un ladrón de joyas es detenido por Superman mientras escala un lado del edificio llevando ventosas en sus manos y rodillas.[6]
- Apareció en la película Zoolander con un ordenador gigante llamado M, en la que sirvió de sede de la empresa de moda Mugatu.
- En la película Cloverfield, las manos del monstruo, derribado momentáneamente, se deslizan por la fachada del edificio.
- En la película Lost in America, la escena final donde el personaje de Albert Brooks David Howard se reúne con el publicista Brad ("Este pequeño coche...Te llevará lejos...") sucede enfrente del edificio.
- Apareció en la película Guerra de novias (Bride Wars) detrás del "Hotel Plaza".